# Coalition pour l'équité salariale du Nouveau-Brunswick
 (juillet 2022).
La mise en forme du texte ne suit pas les recommandations de Wikipédia : il faut le « wikifier ».
Les points d'amélioration suivants sont les cas les plus fréquents :
- Les titres sont pré-formatés par le logiciel. Ils ne sont ni en capitales, ni en gras.
- Le texte ne doit pas être écrit en capitales (les noms de famille non plus), ni en gras, ni en italique, ni en « petit »…
- Le gras n'est utilisé que pour surligner le titre de l'article dans l'introduction, une seule fois.
- L'italique est rarement utilisé : mots en langue étrangère, titres d'œuvres, noms de bateaux, etc.
- Les citations ne sont pas en italique mais en corps de texte normal. Elles sont entourées par des guillemets français : « et ».
- Les listes à puces sont à éviter, des paragraphes rédigés étant largement préférés. Les tableaux sont à réserver à la présentation de données structurées (résultats, etc.).
- Les appels de note de bas de page (petits chiffres en exposant, introduits par l'outil «  Source ») sont à placer entre la fin de phrase et le point final[comme ça].
- Les liens internes (vers d'autres articles de Wikipédia) sont à choisir avec parcimonie. Créez des liens vers des articles approfondissant le sujet. Les termes génériques sans rapport avec le sujet sont à éviter, ainsi que les répétitions de liens vers un même terme.
- Les liens externes sont à placer uniquement dans une section « Liens externes », à la fin de l'article. Ces liens sont à choisir avec parcimonie suivant les règles définies. Si un lien sert de source à l'article, son insertion dans le texte est à faire par les notes de bas de page.
- La présentation des références doit suivre les conventions bibliographiques. Il est recommandé d'utiliser les modèles {{Ouvrage}}, {{Chapitre}}, {{Article}}, {{Lien web}} et/ou {{Bibliographie}}. Le mode d'édition visuel peut mettre en forme automatiquement les références.
- Insérer une infobox (cadre d'informations à droite) n'est pas obligatoire pour parachever la mise en page.

Pour une aide détaillée, merci de consulter Aide:Wikification.
Si vous pensez que ces points ont été résolus, vous pouvez retirer ce bandeau et améliorer la mise en forme d'un autre article.
La Coalition pour l'équité salariale du Nouveau-Brunswick est un organisme bilingue qui milite pour le droit à l'équité salariale et des meilleures conditions de travail au Nouveau-Brunswick.

## Historique
Les débuts de la Coalition remontent à 1998, lorsque la Fédérations des Dames d'Acadie, s'intéressant à l'enjeu des femmes sur le marché du travail, fonde l'Union des femmes pour l'équité salariale.
Parallèlement, la Marche mondiale des femmes de l’an 2000 s’organise autour des objectifs de l'élimination de la pauvreté des femmes et de la violence genrée. Huberte Gautreau et Nancy Hartling mettent sur pied le Comité du Nouveau-Brunswick pour y participer. Ce Comité détermine qu’il faut une loi provinciale sur l'équité salariale pour éradiquer la pauvreté au niveau provincial et demande au gouvernement d’éliminer la violence faite aux femmes. Parallèlement, le comité organise une délégation qui se rendra à la Marche internationale du 17 novembre 2000, aux Nations unies à New York.
De retour de New York, l'Union des femmes pour l'équité salariale et le Comité de la Marche du Nouveau-Brunswick se fusionnent en une structure plus formelle et permanente sous le nom de Coalition pour l'équité salariale du Nouveau-Brunswick.

## Mission
La Coalition pour l’équité salariale au Nouveau Brunswick est un groupe de personnes et d’organismes œuvrant pour la concrétisation du droit à l’équité salariale et à des conditions de travail justes pour les femmes. Pour ce faire, la Coalition mise sur la communication, la sensibilisation, la recherche, les activités de pression pour l’adoption et la mise en œuvre de mesures législatives adéquates, ainsi que la participation au dialogue sur les politiques publiques et leur élaboration.

## Réalisations
En 2004, Louise Aucoin rédige un projet de loi proactif sur l'équité salariale pour les secteurs privés et publiques pour la Coalition. Le projet de loi est ensuite déposé à l'Assemblée législative par Elizabeth Weir, cheffe du Nouveau Parti Démocratique, et appuyé par Carmel Robichaud du Parti libéral. Le projet de loi est envoyé au Comité de modification des lois, qui organise des audiences publiques: 30 des 34 présentations au Comité appuient le projet de loi 77. Pourtant, le rapport du Comité de modification des lois ne recommande pas l'adoption du projet de loi et appuie les initiatives volontaires visant à réduire l'écart salarial et à promouvoir l'équité salariale sur le marché du travail.
En mai 2009, le projet de loi Loi de 2009 sur l’équité salariale est déposé par Mary Schryer, ministre responsable de la Condition de la femme. Cette loi, s’appliquant à l’ensemble du secteur public, est adoptée en juin 2009 et entre en vigueur le 1er avril 2010.
In 2022, la Coalition continue de revendiquer une loi sur l’équité salariale pour le secteur privé et d’autres mesures législatives pour améliorer les salaires et les conditions de travail. 